# Côte Chalonnaise

De Côte Chalonnaise

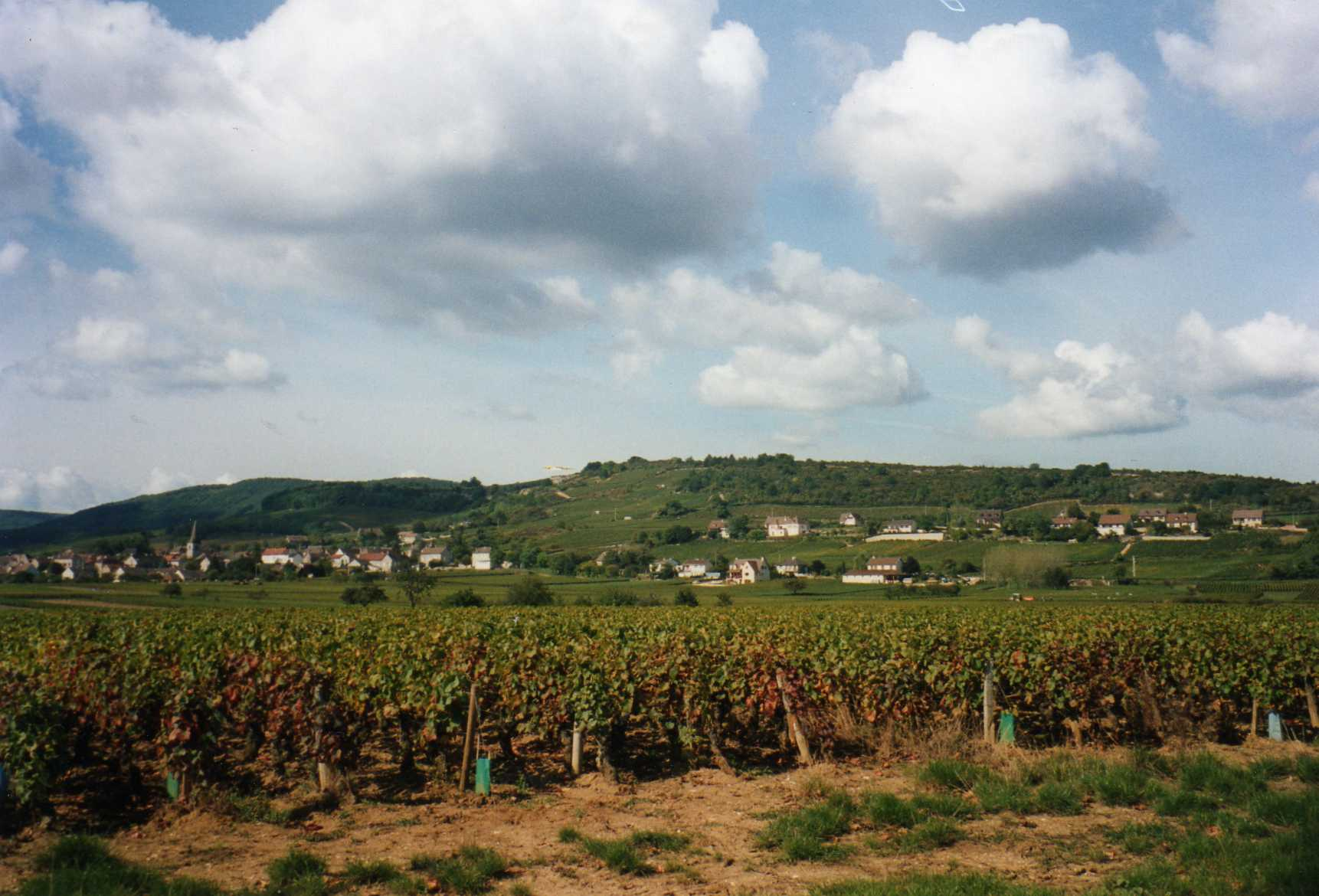
De Côte Chalonnaise gezien vanaf Saint-Martin-sous-Montaigu.

De Côte Chalonnaise is een Franse wijnstreek gelegen in het departement Saône-et-Loire, ten noorden en zuiden van de gemeente Chalon-sur-Saône. De streek behoort (samen met de Basse-Bourgogne, Côte de Nuits, Côte de Beaune en de Mâconnais) tot de wijnstreek van de Bourgogne.
In het gebied bevinden zich een aantal wijngaarden die min of meer van elkaar gescheiden liggen over een oppervlakte van circa 4000 hectare. De wijnstreek ligt ten noorden van Chagny en wordt begrensd door de Côte de Beaune in het zuiden, richting Saint-Gengoux-le-National en de wijngaarden van de Mâconnais.  

## Appellation d'Origine Contrôlée
De streek kent zes AOC's, van noord naar zuid:
- Bouzeron: 60 hectare voor witte wijn 100% aligoté maar geen premier cru. De enige appellation village in Frankrijk voor deze cépage.
- Rully: 340 hectare waarvan 217 hectare wittewijndruiven (chardonnay) en 127 hectare rodewijndruiven (pinot noir). 248 hectare appellation village (waarvan 151 hectare wit en 97 hectare rood) en 92 hectares premier cru (66 hectare wit en 26 hectare rood).
- Mercurey: 650 hectare: 575 hectare rodewijndruiven (pinot noir) en 75 hectare wittewijndruiven (chardonnay). 435 hectare appellation village (375 hectare rood en 60 hectare wit) en 145 hectare premier cru (135 hectare rood en 10 hectare wit).
- Givry: 265 hectares: 220 hectare rodewijndruiven (pinot noir) en 45 hectare wittewijndruiven (chardonnay). 155 hectare appellation village (120 hectare rood en 35 hectare wit) en 110 hectare premier cru (100 hectare rood en 10 hectare wit).
- Montagny: 301 hectares, exclusief met chardonnay. 100 hectare appellation village en 200 hectare premier cru.

## Druiven
De voornaamste druivensoorten zijn:
- Pinot Noir
- Aligoté
- Chardonnay
- Gamay Noir